# Niagara, St. Catharines and Toronto Railway
Die Niagara, St. Catharines and Toronto Railway (NS & T) war ein elektrifizierte Eisenbahnstrecke auf der Niagara-Halbinsel, welche von 1899 bis 1959 betrieben wurde. Sie gilt als erste Interurban Nordamerikas. Von ihrem Sitz in St. Catharines betrieb sie mit elektrischen Triebwagen Verbindungen nach Niagara-on-the-Lake, Port Dalhousie, Niagara Falls, Welland und Port Colborne. 
Die Niagara, St. Catharines und Toronto Railway wurde 1899 gegründet, als eine vorher existierende Eisenbahn, die St. Catharines and Niagara Central Railway reorganisiert wurde. Die neue Gesellschaft war zunächst in US-amerikanischen Besitz, bevor sie 1904 an eine Gesellschaft aus Toronto verkauft wurde.
Die anfängliche Streckenlänge betrug 32 km. Dies umfasste vor allem eine Verbindung zwischen St. Catharines, Thorold und Port Dalhousie. Es existierten mehrere Pläne, um das Schienennetz nach Hamilton und Toronto zu erweitern, aber keiner davon war erfolgreich. Dazu gehörte auch ein Plan für den Bau eines radialen Netzwerks entlang von Grundstücksrechten für Wasserkraft. Wasserkraftpionier Adam Beck förderte diesen Plan, aber Provinz- und Kommunalregierung lehnten Subventionsanträge ab und die Ausarbeitung des Plans wurde eingestellt.
Im Jahre 1908 wurde die Kontrolle an die Canadian Northern Railway (CNR) übertragen. Aufgrund der finanziellen Schwierigkeiten wurde diese von der kanadischen Regierung übernommen und 1918 in Canadian National Railway (CNR) umbenannt. 1923 gründete die CNR ein Tochterunternehmen, die Canadian National Electric Railways, welche die NS & T, die Toronto Suburban Railway, die Toronto Eastern Railway und die Oshawa Railway unter einem Namen vereinigte. Die NS & T behielt für den Betrieb jedoch ihren bisherigen Namen, das Tochterunternehmen hatte hauptsächlich administrativen Charakter.
Das Netz wurde nach Port Colborne erweitert und Mitte der 1920er Jahre umfangreich instand gesetzt. 1929 startete die NS & T den Busbetrieb als Ergänzung seines Schienennetzes. Ab Mitte der 1930er Jahre ersetzten Busse auch bestehende Strecken. Während des Zweiten Weltkrieges erlebte der Schienenverkehr aufgrund der Rationierung des Kraftstoffes für Busse einen kurzen Aufschwung.
Nach dem Krieg startete ein Programm, um viele der elektrischen Triebwagen durch dieselbetriebene zu ersetzen. Der Niedergang der Bahn setzte sich jedoch fort und 1951 und 1954 wurde der Personenverkehr auf den beiden wichtigsten Strecken auf Busse verlagert. Die endgültige Einstellung des Schienenverkehrs erfolgte 1959. Ein Jahr später endete die Existenz der NS & T als eigenständiger Einheit der Canadian National Railway.